# Croton glaziovii
Espèce
Croton glaziovii est une espèce de plantes à fleurs du genre Croton et de la famille des Euphorbiaceae, présente au Brésil (Rio de Janeiro).
Il a pour synonyme :
- Oxydectes glaziovii, (Müll.Arg.) Kuntze